# Baronia brevicornis
Baronia brevicornis (cunoscută și ca fluturele Baronia) este o specie de fluture din familia Papilionidae, formând subfamilia monotipică Baroniinae, genul Baronia. Este endemică din câteva zone restrânse din Mexic, răspândirea sa fiind neuniformă și limitată.
Genul este denumit după un anume Mr Baron, care a colectat primul exemplar în regiunea Sierra Madre din Mexic. Exemplarele au fost descrise ulterior de Salvin. 
Baronia este diferită printre celelalte specii de papilionidae, având specii de Acacia (ca Acacia cochliacanha) ca plantă larvară. 

## Taxonomie
Baronia brevicornis are o oarecare importanță datorită relațiilor filogenetice incerte cu alte familii, cum ar fi Parnassiinae. În momentul de față, specia reprezintă subfamilia monotipică Baroniinae și este considerată cea mai primitivă specie de papilionid încă în viață, împărțind caracteristici comune cu taxonul dispărut Praepapilio.

### Subspecii
- B. b. brevicornis
- B. b. rufodiscalis